# Le Musée des merveilles
Pour plus de détails, voir Fiche technique et Distribution.
Le Musée des merveilles (ou Après la foudre au Québec ; Wonderstruck, littéralement « émerveillé ») est un film dramatique américain réalisé par Todd Haynes, sorti en 2017. Il s’agit d’une adaptation du roman Black Out (Wonderstruck) de Brian Selznick, publié en 2011.
Le film est présenté en sélection officielle en avant-première le 18 mai 2017 au Festival de Cannes.

## Synopsis
Sur deux époques distinctes, les parcours de Ben et Rose. Ces deux enfants souhaitent secrètement que leur vie soit différente ; Ben rêve du père qu'il n'a jamais connu, tandis que Rose, isolée par sa surdité, se passionne pour la carrière d'une mystérieuse actrice. Lorsque Ben découvre dans les affaires de sa mère l'indice qui pourrait le conduire à son père et que Rose apprend que son idole sera bientôt sur scène, les deux enfants se lancent dans une quête à la symétrie fascinante qui va les mener à New York.

## Fiche technique
- Titre original : Wonderstruck
- Titre français : Le Musée des merveilles
- Titre québécois : Après la foudre
- Réalisation : Todd Haynes
- Scénario : Brian Selznick, d'après son propre roman Black Out (Wonderstruck, 2011)
- Direction artistique : Mark Friedberg
- Décors : Ryan Heck et Kim Jennings
- Costumes : Sandy Powell
- Photographie : Edward Lachman
- Montage : Affonso Gonçalves
- Musique : Carter Burwell
- Production : Pamela Koffler, John Sloss et Christine Vachon
- Sociétés de production : Killer Films, Cinetic Media, FilmNation Entertainment et Picrow Features
- Sociétés de distribution : Roadside Attractions et Amazon Studios
- Pays d'origine :  États-Unis
- Langues originales : anglais et langue des signes américaine
- Format : couleur/noir et blanc
- Genre : Film dramatique
- Durée : 117 minutes
- Dates de sortie :
  - France : 18 mai 2017 (Festival de Cannes) ; 15 novembre 2017 (sortie nationale)
  - États-Unis : 20 octobre 2017
  - Québec : 10 novembre 2017
  - Belgique : 20 décembre 2017

## Distribution
- Oakes Fegley (VF : Timothé Vom Dorp ; VQ : Matis Ross) : Ben
- Julianne Moore (VF : Déborah Perret ; VQ : Marie-Andrée Corneille) : Lillian Mayhew / Rose âgée
- Michelle Williams (VF : Valérie Siclay ; VQ : Pascale Montreuil) : Elaine
- Millicent Simmonds : Rose
- Jaden Michael (VF : Kylian Trouillard ; VQ : André Kasper) : Jamie
- Cory Michael Smith : Walter
- Tom Noonan (VF : Philippe Ariotti) : Walter âgé
- Amy Hargreaves : Tante Jenny
- Raul Torres (VF : Geoffrey Pitault Esperansa) : le père de Jamie
- James Urbaniak : Dr Kincaid
- Anthony Natale : Dr Gill

Sources et légende : Version française (VF) selon le carton de doublage; Version québécoise (VQ) selon carton et Doublage.qc.ca

## Production

### Musique
La musique originale est composée par Carter Burwell.
Des extraits musicaux sont aussi inclus dans le film :
- Space Oddity de David Bowie (version originale et version par The Langley Schools Music Project (en)).
- Ainsi parlait Zarathoustra de Richard Strauss (version par Eumir Deodato).

## Accueil

### Critique
En France, l'accueil critique est bon : le site Allociné recense une moyenne des critiques presse de 3,7/5, et des critiques spectateurs à 3,6/5.
Aurélien Allin du Cinemateaser souligne que « chaque séquence déborde d’un appétit insatiable de storytelling et d’aventures ». Jean-Marc Lalanne des Inrockuptibles « jamais Todd Haynes n'aura joint à ce point le trajet d'une vie au tracé de l'histoire du cinéma ». Jean-Claude Raspiengeas de La Croix admet que « si l’on veut bien admettre que le cinéma ressemble à un cabinet de curiosités, où le spectateur est envoûté par ce qu’il ne s’attendait pas à découvrir, la nouvelle réalisation de Todd Haynes l’enchanteur se hisse à la hauteur de son titre. Son labyrinthe, qui serpente au milieu d’un passé figé, est un musée des merveilles ». Thomas Sotinel du Monde assure qu’« il n’y a pas d’autres effets spéciaux que ceux qui sont nés de l’esprit du bricoleur délicat qu’est Todd Haynes, et pourtant, ce film est plus magique que ceux qui ont mobilisé des ordinateurs gros comme ceux du Pentagone. ».
Seule Stéphanie Belpêche du Studio Ciné Live prévient négativement qu’« aucune place n'est laissée à l'émotion. Seules les vingt dernières minutes (…) laissent entrevoir un beau film. Trop tard »[réf. nécessaire].

### Box-office
- France : 115 070 entrées[7]

## Anecdotes
- On peut entendre à plusieurs reprises dans le film la chanson Space Oddity de David Bowie. Velvet Goldmine, un précédent film de Todd Haynes, mettait en scène Brian Slade, une rock star largement inspirée de David Bowie et son personnage de Ziggy Stardust.

- Sur un des intertitres du film dans lequel joue Lillian Mayhew, Daughter of the Storm, on peut lire "Where can we find shelter from the storm ?" (en français "Où pouvons-nous trouver refuge dans la tempête ?"), qui peut évoquer la chanson Shelter from the Storm de Bob Dylan à qui Todd Haynes a consacré un biopic, I'm Not There.

## Distinctions

### Sélection
- Festival de Cannes 2017 : en sélection officielle